# 中野山 (新潟市)
- 日本 > 新潟県 > 新潟市 > 東区 (新潟市) > 中野山 (新潟市)
- 日本 > 新潟県 > 新潟市 > 江南区(新潟市) > 中野山 (新潟市)

中野山（なかのやま）は、新潟県新潟市東区及び江南区の町字。現行行政地名は中野山一丁目から中野山八丁目と大字中野山。なお、大字中野山の一部は江南区に属する。住居表示は一丁目から八丁目が実施済み区域、大字が未実施区域。郵便番号950-0841。

## 概要
1889年（明治22年）から現在までの大字。及び1976年（昭和51年）から現在までの町名。栗ノ木川東部、石山砂丘中央部に位置する。もとは江戸時代から1889年（明治22年）まであった中野山新田の区域の一部で、1962年（昭和37年）からの石山団地造成の影響を受けて住宅地として発展した。

### 隣接する町字
北から東回り順に、以下の町字と隣接する。
- 下場
- 下場新町
- 下場本町
- 東中野山
- 江南区西野
- 江南区丸山
- もえぎ野
- 粟山
- 新石山

## 歴史
1635年（寛永12年）に開発。

### 分立した町字
1889年（明治22年）以後に、以下の町字が分立。
東中野山（ひがしなかのやま）
1979年（昭和54年）に分立した町字。
石山団地（いしやまだんち）
1979年（昭和54年）に分立した町字。
若葉町（わかばちょう）
2014年（平成26年）12月1日に分立した町字。

### 年表
- 1889年（明治22年）4月1日 : 合併により石山村の大字となる。当初は中野山新田と称した。
- 1943年（昭和18年）5月3日 : 合併により新潟市の大字となる。
- 2007年（平成19年）4月1日 : 新潟市の政令指定都市移行により、東区及び江南区の大字となる。

## 世帯数と人口
2018年（平成30年）1月31日現在の世帯数と人口は以下の通りである。
| 丁目         | 世帯数    | 人口    |
| ------------ | --------- | ------- |
| 中野山一丁目 | 78世帯    | 208人   |
| 中野山二丁目 | 137世帯   | 370人   |
| 中野山三丁目 | 59世帯    | 155人   |
| 中野山四丁目 | 277世帯   | 590人   |
| 中野山五丁目 | 245世帯   | 547人   |
| 中野山六丁目 | 453世帯   | 1,065人 |
| 中野山七丁目 | 277世帯   | 674人   |
| 中野山八丁目 | 153世帯   | 344人   |
| 計           | 1,679世帯 | 3,953人 |

## 小・中学校の学区
市立小・中学校に通う場合、学区は以下の通りとなる。
| 大字・丁目             | 番地 | 小学校                 | 中学校               |
| ---------------------- | ---- | ---------------------- | -------------------- |
| 中野山（東区・江南区） | 全域 | 新潟市立南中野山小学校 | 新潟市立東石山中学校 |
| 中野山一丁目           | 全域 | 新潟市立中野山小学校   | 新潟市立石山中学校   |
| 中野山二丁目           | 全域 | 新潟市立中野山小学校   | 新潟市立石山中学校   |
| 中野山三丁目           | 全域 | 新潟市立中野山小学校   | 新潟市立石山中学校   |
| 中野山四丁目           | 全域 | 新潟市立中野山小学校   | 新潟市立石山中学校   |
| 中野山五丁目           | 全域 | 新潟市立中野山小学校   | 新潟市立石山中学校   |
| 中野山六丁目           | 全域 | 新潟市立南中野山小学校 | 新潟市立東石山中学校 |
| 中野山七丁目           | 全域 | 新潟市立南中野山小学校 | 新潟市立東石山中学校 |
| 中野山八丁目           | 全域 | 新潟市立中野山小学校   | 新潟市立石山中学校   |

## 主な企業・施設
- 新潟市立中野山小学校
- 新潟市立南中野山小学校

## 交通

### 道路
- 新潟県道4号新潟港横越線
- 新潟県道290号曽野木一日市線